# البابا الجديد
البابا الجديد (بالإنجليزية: The New Pope) هو مسلسل درامي تلفزيوني من ابتكار وإخراج باولو سورينتينو أنتج لصالح سكاي بالاشتراك مع شركات الإنتاج الأوروبية The Apartment و Wildside و Haut et Court TV ، ويعتبر المسلسل الجزء الثاني لمسلسل البابا اليافع الذي عرض في 2016، وهو من بطولة جود لو عُرض المسلسل لأول مرة في 10 يناير 2020 على Sky Atlantic في إيطاليا.

## روابط فنية
- البابا الجديد على موقع IMDb (الإنجليزية)
- البابا الجديد على موقع ميتاكريتيك (الإنجليزية)
- البابا الجديد على موقع روتن توميتوز (الإنجليزية)
- البابا الجديد على موقع فيلمافينيتي (الإسبانية)
- البابا الجديد على موقع كينوبويسك (الروسية)
- البابا الجديد على موقع ألو سيني (الفرنسية)
- البابا الجديد على موقع قاعدة بيانات الفيلم (الإنجليزية)